# Podocoryne borealis
Podocoryne borealis är en nässeldjursart som först beskrevs av Mayer 1900.  Podocoryne borealis ingår i släktet Podocoryne, och familjen Hydractiniidae. Arten är reproducerande i Sverige.